# Miantochora rufaria
Miantochora rufaria är en fjärilsart som beskrevs av Swinhoe 1904. Miantochora rufaria ingår i släktet Miantochora och familjen mätare. Inga underarter finns listade i Catalogue of Life.